# Djaffar Gacem
Djaffar Gacem (en arabe : جعفر قاسم), né le 18 septembre 1966 à Bejaia est un réalisateur, scénariste et producteur algérien.

## Biographie
Djaffar Gacem naît le 18 septembre 1966 à Alger, Il poursuit des études à Paris. Il revient en Algérie, il se lance dans la production de sitcoms.

## Filmographie

### Cinéma
- 2021 : Héliopolis[3]

### Télévision
- 2001 - 2005 : Nass Mlah City[4]
- 2006 : Binatna
- 2007 : Rendez-vous avec le destin[5]
- 2008 - 2011 : Djemai Family[6]
- 2012 : Qahwet Mimoun
- 2013 : Dar El Bahdja[7]
- 2015 - Sultan Achour 10
- 2016 : Bouzid Days[8] : Dr Hani Bouzid
- 2016 : Le Retour de l'inspecteur Tahar
- 2017 : Sultan Achour 10 saison 2
- 2021 : Sultan Achour 10 saison 3
- 2023 : Dar El Fchouch
- 2024 : Dar El Fchouch saison 2

### Émissions télévisées
- 1998 - 2002 : Jil Music
- 2006 : L'Autre Visage (caméra cachée)
- 2010 : Wash dani (caméra cachée)

### Publicité
- 2005 : Mobilink Oria (producteur exécutif)
- 2005 : Mobilis, 2 millions d'abonnés (producteur exécutif)

## Distinctions

### Récompenses
Il reçoit le prix du meilleur réalisateur aux festivals Fennec d'or de 2006 et 2008 (pour « Maou’id maâ el Qadar » (« Rendez-vous avec le destin »).